# Kuressaare
Kuressaare (Duits, hist.: Arensburg) is een stad op het Estische eiland Saaremaa. Ze is de hoofdstad van zowel de provincie als de gemeente Saaremaa. De stad ligt aan de zuidkant van het eiland.
Kuressaare vormde tot in oktober 2017 een zelfstandige stadsgemeente met een oppervlakte van 15,0 km². In die maand werden de twaalf gemeenten op het eiland Saaremaa samengevoegd tot de fusiegemeente Saaremaa.

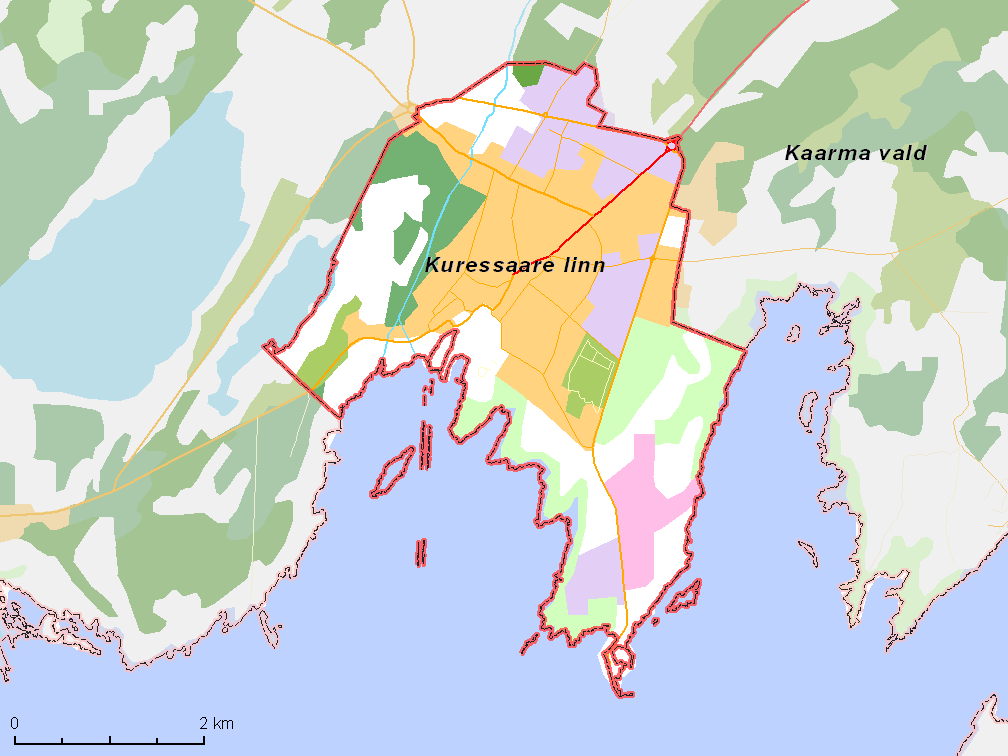
De gemeente met omliggende gemeenten, situatie begin 2014

## Bevolking
De ontwikkeling van het aantal inwoners blijkt uit het volgende staatje:
| Jaar            | 2011   | 2015   | 2017   | 2019   | 2021   | 2023   | 2024   |
| --------------- | ------ | ------ | ------ | ------ | ------ | ------ | ------ |
| Aantal inwoners | 13.166 | 13.553 | 13.382 | 13.097 | 12.698 | 13.197 | 13.185 |

## De stad
Kuressaare, dat in 1563 stadsrechten kreeg, ontwikkelde zich in de 19de eeuw tot een van drie belangrijke kuuroorden aan de Oostzeekust van Estland. Tijdens de Sovjetbezetting was ze een populaire vakantiebestemming voor de top van de Communistische Partij. De stad heette in deze periode Kingissepa (1952-1988), naar Viktor Kingissepp, de oprichter van de Communistische Partij van Estland, die van het eiland Saaremaa afkomstig was.
De bouwstijl van de panden in het centrum is neoclassicistisch uit het begin van de 19e eeuw. Ze worden afgewisseld met vrolijk gekleurde houten huizen. Het prominentste gebouw in Kuressaare is het bisschoppelijk kasteel (Piiskopilinnus), het enige volledig bewaard gebleven middeleeuwse kasteel in het Baltische gebied. Het kasteel, dat in 1384 voor het eerst werd genoemd, huisvest sinds 1993 een museum over de geschiedenis van de regio.
Net ten zuiden van de stad ligt de regionale luchthaven Kuressaare.

## Kerken

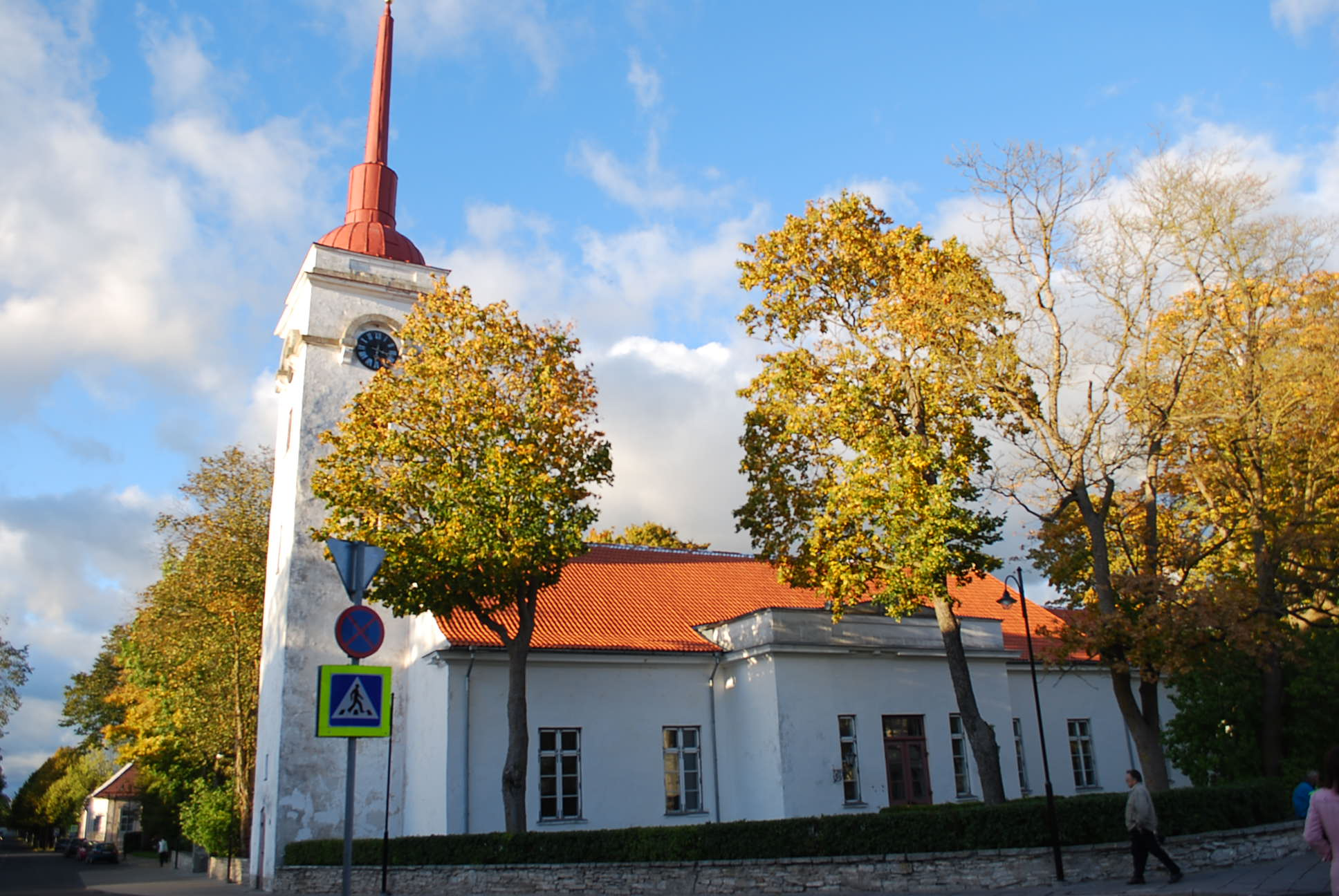
De Laurentiuskerk

De lutherse Laurentiuskerk (Estisch: Laurentiuse kirik) is gebouwd in 1733 op de ruïnes van een 17e-eeuwse kerk, die in 1710, tijdens de Grote Noordse Oorlog, was platgebrand. In 1828 brandde de kerk af, maar in de volgende jaren werd ze herbouwd.
De orthodoxe kerk van de Heilige Nicolaas (Estisch: Püha Nikolai kirik) is gebouwd in de jaren 1786-1798. Ze verving een houten kerk uit 1748. De kerk werd ingewijd op 22 september 1790. De iconostase is geschilderd rond 1800. De kerk behoort toe aan de Estische Apostolisch-Orthodoxe Kerk.

## Geboren
- Eugen Dücker (1841-1916), Baltisch-Duits kunstschilder
- Benno Schotz (1891–1984), Schots beeldhouwer
- Louis Kahn (1901–1974), Amerikaans architect
- Bernd Freytag von Loringhoven (1914-2007), Duits generaal
- Ivar Karl Ugi (1930–2005), Duits scheikundige
- Ivo Linna (1949), Estisch zanger
- Mihkel Aksalu (1984), Estisch voetballer
- Mihkel Räim (1993), Estisch wielrenner
- Karl Patrick Lauk (1997), Estisch wielrenner

- Gemeinsame Normdatei: 4097908-8
- Library of Congress Control Number: n84223574
- MusicBrainz: 0ebd027a-a481-4f70-b450-95e51290954a
- Nationale Bibliotheek van Tsjechië: xx0053512
- Nationale Bibliotheek van Israël: 987007560083605171
- Virtual International Authority File: 167509778